# Rhabdospora hypochaeridis
Rhabdospora hypochaeridis är en lavart som beskrevs av Allesch. 1897. Rhabdospora hypochaeridis ingår i släktet Rhabdospora och familjen Mycosphaerellaceae.   Inga underarter finns listade i Catalogue of Life.